# Гортиния
 Тази статия е за античния град.  За административната единица в Аркадия, Гърция вижте Гортиния (дем).  За античния град на Крит вижте Гортина.
Гортинѝя (на старогръцки: Γορτυνία) е античен град в Македония, споменат от няколко антични автори. Локализацията на Гортиния е спорна.

## У античните автори
Гортиния се споменава за пръв път от Тукидид в „История на Пелопонеската война“, когато описва похода на Ситалк в Македония в 429 година пр. Хр. Гортиния е вторият град, завзет от тракийците при влизането им в Македония след Ейдомене.
| „ | ὁ δὲ στρατὸς τῶν Θρᾳκῶν ἐκ τῆς Δοβήρου ἐσέβαλε πρῶτον μὲν ἐς τὴν Φιλίππου πρότερον οὖσαν ἀρχήν, καὶ εἷλεν Εἰδομενὴν μὲν κατὰ κράτος, Γορτυνίαν δὲ καὶ Ἀταλάντην καὶ ἄλλα ἄττα χωρία ὁμολογίᾳ διὰ τὴν Ἀμύντου φιλίαν προσχωροῦντα τοῦ Φιλίππου υἱέος παρόντος· Εὐρωπὸν δὲ ἐπολιόρκησαν μέν, ἑλεῖν δὲ οὐκ ἐδύναντο. Войската на траките нахлула от Добер най-напред в по-раншните владения на Филип и завладяла със сила Ейдомена, а Гортиния, Аталанта и някои други земи се предали по споразумение за приятелство към Аминта, сина на Филип, който бил с войската. Траките обсадили и Европ, но не могли да го превземат. | “ |

Страбон споменава Гортиния като град на Аксиос (Вардар):
| „ | Пеония е на изток от тези народи и на запад от Тракийските планини. Лежи на север от Македония. През градовете Гортиний (Gortynium) и Стоби осигурява достъп до... (през, които тече Аксиос и прави труден достъпа от Пеония в Македония). | “ |

Според „Естествена история“ на Плиний Стари Гординия по-скоро е град по долното течение на Вардар, тъй като е споменат след Скидра, Еордея и Миеза: „oppidum Stobi civium Romanorum, mox Antigonea, Europus ad Axium amnem, eodemque nomine per quod Rhoedias fluit, Scydra, Eordaea, Mieza, Gordyniae“.
Стефан Византийски споменава Гординия като македонски град.

## Идентификация
Според Виктория Соколовска Гортиния е археологическият обект Вардарски рид край Гевгели. Други учени подкрепят тази възможност.